# 법률방송
법률방송(法律放送, Law TV Network)은 2007년 개국한 대한민국의 법률 텔레비전 채널이다.

## 프로그램
- 〈표창원의 정의의 시간〉
- 〈생생 법률쇼〉
- 〈법률방송 초대석〉
- 〈LAW 포커스〉
- 〈100초 법률상담〉
- 〈영화 속 이런 법〉
- 〈법률정보SHOW〉
- 〈가인 법정변론 경연대회〉
- 〈사시존폐 끝장토론〉
- 〈이제는 로스쿨시대〉